# Distretto di Santa Rosa de Ocopa
Il distretto di  Santa Rosa de Ocopa è uno dei diciassette distretti della provincia di Concepción, in Perù. Si trova nella regione di Junín e si estende su una superficie di  13,91 chilometri quadrati.